# Salih Uçan
Salih Uçan (Marmaris, Turquía, 6 de enero de 1994) es un futbolista turco. Juega de centrocampista y su equipo es el Beşiktas J. K. de la Superliga de Turquía.

## Selección nacional
Ha sido internacional con la selección de fútbol de Turquía.

### Participaciones en Copas del Mundo
| Mundial                               | Sede    | Resultado        |
| ------------------------------------- | ------- | ---------------- |
| Copa Mundial de Fútbol Sub-20 de 2013 | Turquía | Octavos de final |

## Clubes
| Club                      | País    | Año       |
| ------------------------- | ------- | --------- |
| Bucaspor                  | Turquía | 2010-2012 |
| Fenerbahçe S. K.          | Turquía | 2012-2014 |
| A. S. Roma                | Italia  | 2014-2016 |
| Fenerbahçe S. K.          | Turquía | 2016-2017 |
| F. C. Sion                | Suiza   | 2017-2018 |
| Empoli F. C.              | Italia  | 2018-2019 |
| Alanyaspor                | Turquía | 2019-2021 |
| Beşiktas J. K.            | Turquía | 2021-2022 |
| Estambul Başakşehir F. K. | Turquía | 2022      |
| Beşiktas J. K.            | Turquía | 2022-     |

## Palmarés

### Títulos nacionales
| Título               | Club             | País    | Año  |
| -------------------- | ---------------- | ------- | ---- |
| Copa de Turquía      | Fenerbahçe S. K. | Turquía | 2013 |
| Superliga de Turquía | Fenerbahçe S. K. | Turquía | 2014 |
| Copa de Turquía      | Beşiktas J. K.   | Turquía | 2024 |
| Supercopa de Turquía | Beşiktas J. K.   | Turquía | 2024 |